# 陈塘修齐堂
陈塘修齐堂，位于中国福建省宁化县石壁镇石碧村，又名“上新屋”，清咸丰五年（1855年）建。坐东北朝西南，由泮月池、前大埕、门楼、门厅、正厅、后花台及左右各双排横屋组成。门楼重檐硬山顶，石质门额上刻“爽挹西门”；大门正中立圆形透雕脊兽造型，门口设抱厦；正厅面阔五间，进深九柱。2009年11月16日公布为第七批福建省文物保护单位。